# Ebersberg (Rhön)
Der Ebersberg ist ein 689 m ü. NHN hoher Berg in der Rhön in Hessen (Deutschland).

## Geographische Lage
Der Ebersberg erhebt sich innerhalb des Landkreises Fulda im Naturpark Hessische Rhön bzw. im Biosphärenreservat Rhön. In der Kuppenrhön liegt er im Ortsteil Ebersberg der Gemeinde Ebersburg. Poppenhausen liegt 1,8 km nordöstlich und der Ebersburger Ortsteil Weyhers 3,8 km westlich.

## Bergbeschreibung
Der vollständig bewaldete Ebersberg ist ein steiler Vulkanberg aus Phonolithgestein. Innerhalb des überwiegend aus Buchen und Fichten bestehenden Mischwaldes befinden sich einige Blockschutthalden. Auf dem Gipfel steht eine Burgruine mit zwei Türmen, von denen einer als Aussichtsturm genutzt wird. Er bietet eine schöne Aussicht auf das Fuldaer Land, die Kuppenrhön und die Hochrhön. Die gesamte Anlage um dieses Baudenkmal wird gepflegt und ist ein beliebtes Ausflugsziel.

## Geschichte
Auf dem Ebersberg finden wir noch die Reste einer historischen Burg- und Wallanlage. Sie ist der Rest der im 12. Jahrhundert von den Herren von Ebersberg errichteten Burg Ebersburg. Diese wurde wegen Streitigkeiten mit dem Kloster Fulda mehrmals zerstört und wieder aufgebaut. Nach der letzten Zerstörung wurde sie nur noch sporadisch bewohnt und verfiel zusehends bis auf die innere Burgmauer und zwei Türme. 1853 und 1963 wurde sie jeweils restauriert, so dass auch heute noch ein Turm begehbar ist.

## Wanderwege und Aussicht
Auf den Gipfel führt ein bei schlechtem Wetter nur mit Allradfahrzeugen befahrbarer Weg, der jedoch mit einer Schranke verschlossen ist. Insbesondere vom begehbaren Turm, für den jedermann den Schlüssel gegen Pfand auf dem  nahe gelegenen Schafhof erhält, bietet sich eine gute Rundumsicht auf das Fuldaer Land, die Kuppen- und die Hochrhön. Diese ist auf dem Burghof in den letzten Jahren durch die Bäume beeinträchtigt.
Von der Verwaltung des Naturparks Hessische Rhön wurden ab 1995 beginnend am Wandererparkplatz am Fuß insgesamt dreizehn Hinweistafeln auf Wanderwege rund um den Ebersberg aufgestellt. Die Routen haben dabei Schwierigkeitsgrade zwischen leichten Spaziergängen und mittelschweren Wanderungen.